# 坪井湧也
坪井 湧也（つぼい ゆうや、1999年8月23日 - ）は、兵庫県三木市出身のプロサッカー選手。Jリーグ・RB大宮アルディージャ所属。ポジションはゴールキーパー（GK）。

## 略歴
ヴィッセル神戸のアカデミー出身で、トップ昇格した佐々木大樹とは同期である。2017年には2種登録選手としてトップチームに登録された が、トップチームに昇格することは叶わなかった。
高校卒業後は中央大学に進学（同期に髙岸憲伸） し、4年次にはチームの副将を務めた。2021年9月16日、2022年シーズンからのヴィッセル神戸加入内定が発表された。また10月1日には特別指定選手に承認された。
2022年10月29日、第33節の川崎フロンターレ戦で先発デビューを果たした。
2024年1月5日、ジュビロ磐田へ期限付き移籍が発表された。リーグ戦3節から三浦龍輝の負傷に伴いにベンチメンバーに入ると、4月17日のルヴァン杯２回戦・長崎戦にて移籍後公式戦初出場を果たした。その後は正GK川島永嗣まで負傷したこともあってリーグ戦2試合に出場したが、川島と三浦復帰以降は再びベンチを外れた。
2024年12月28日に磐田との移籍期間満了とRB大宮アルディージャへの期限付き移籍が発表された

## 所属クラブ
- 2006年 - 2011年 ヴィリッキーニ自由東SC
- 2012年 - 2014年 三木市立自由が丘中学校
- 2015年 - 2017年 ヴィッセル神戸U-18（兵庫県立伊川谷北高等学校）
  - 2017年9月 - 同年12月  ヴィッセル神戸（2種登録選手）
- 2018年 - 2021年 中央大学
  - 2021年10月 - 同年12月  ヴィッセル神戸（特別指定選手）
- 2022年 -  ヴィッセル神戸
  - 2024年  ジュビロ磐田（期限付き移籍）
  - 2025年 -  RB大宮アルディージャ（期限付き移籍）

## 個人成績
| 国内大会個人成績 | 国内大会個人成績 | 国内大会個人成績 | 国内大会個人成績 | 国内大会個人成績 | 国内大会個人成績 | 国内大会個人成績 | 国内大会個人成績 | 国内大会個人成績 | 国内大会個人成績 | 国内大会個人成績 | 国内大会個人成績 |
| 年度             | クラブ           | 背番号           | リーグ           | リーグ戦         | リーグ戦         | リーグ杯         | リーグ杯         | オープン杯       | オープン杯       | 期間通算         | 期間通算         |
| 年度             | クラブ           | 背番号           | リーグ           | 出場             | 得点             | 出場             | 得点             | 出場             | 得点             | 出場             | 得点             |
| 日本             | 日本             | 日本             | 日本             | リーグ戦         | リーグ戦         | リーグ杯         | リーグ杯         | 天皇杯           | 天皇杯           | 期間通算         | 期間通算         |
| ---------------- | ---------------- | ---------------- | ---------------- | ---------------- | ---------------- | ---------------- | ---------------- | ---------------- | ---------------- | ---------------- | ---------------- |
| 2022             | 神戸             | 28               | J1               | 2                | 0                | 0                | 0                | 0                | 0                | 2                | 0                |
| 2023             | 神戸             | 28               | J1               | 0                | 0                | 3                | 0                | 0                | 0                | 3                | 0                |
| 2024             | 磐田             | 20               | J1               | 2                | 0                | 1                | 0                | 1                | 0                | 4                | 0                |
| 通算             | 日本             | 日本             | J1               | 4                | 0                | 4                | 0                | 1                | 0                | 9                | 0                |
| 総通算           | 総通算           | 総通算           | 総通算           | 4                | 0                | 4                | 0                | 1                | 0                | 9                | 0                |

- 2018年は2種登録選手、2021年は特別指定選手（共に公式戦出場無し）

| 国際大会個人成績 | 国際大会個人成績 | 国際大会個人成績 | 国際大会個人成績 | 国際大会個人成績 |
| 年度             | クラブ           | 背番号           | 出場             | 得点             |
| AFC              | AFC              | AFC              | ACL              | ACL              |
| ---------------- | ---------------- | ---------------- | ---------------- | ---------------- |
| 2022             | 神戸             | 28               | 0                | 0                |
| 通算             | AFC              | AFC              | 0                | 0                |

出場歴
- Jリーグ初出場 - 2022年10月29日 J1第33節 川崎フロンターレ戦 (等々力陸上競技場)

## 選抜歴
- 2020年　U-20全日本大学選抜[10]

## タイトル
- 関東大学サッカーリーグ戦2部・ベストイレブン: 2021[11]

### クラブ
ヴィッセル神戸
- J1リーグ：1回（2023年）